# Бгажба, Хухут Соломонович
Хухут Соломонович Бга́жба (абх. Бӷажәба Хәыхәыт Салуман-иԥа; 15 октября 1914, Гуп, Абхазская АССР — 23 декабря 2000 или 12 декабря 2000, Сухум) — советский и абхазский лингвист, литературовед, литературный критик и фольклорист, доктор филологических наук (1969), почётный профессор Абхазского государственного университета, директор Абхазского института языка, литературы и истории (1953—1966), действительный член Академии наук Абхазии (1997), лауреат Государственной премии имени Д. И. Гулиа (1986).

## Биография
Родился 15 октября 1914 года в селе Гуп Кодорского уезда (сейчас Очамчирский район) в крестьянской семье. О его отце Салумане Екуповиче Бгажба при жизни написали народную песню «Песня о Салумане Бгажба». Учился в Очамчирской девятилетней школе на протяжении двух лет. Когда Хухуту было 10 лет, его отец умер, из-за чего Хухут далее жил в селе Арасадзых в семье братьев матери. В 1933 году он окончил Абхазскую образцовую школу имени Н. А. Лакоба.
В 1933—1937 годах обучался в Московском педагогическом институте. В 1933 году выпустил «Краткий очерк современной абхазской литературы», став тем самым основоположником абхазского литературоведения. После завершения института вернулся в Абхазию, где работал ответственным секретарём Союза писателей Абхазии, редактором литературно-художественного журнала «Апсны капш» и научным сотрудником Института абхазской культуры.
В 1938—1941 годах проходил аспирантуру при Институте языкознания АН ГССР. Поступил по рекомендации С. Н. Джанашия. В 1941 году защитил диссертацию «Обстоятельственно-союзные частицы в абхазском глаголе» и получил учёную степень кандидата филологических наук.
В 1940—1970 годах преподавал в Сухумском государственном педагогическом институте (ныне Абхазский государственный университет, АГУ); в 1937—1938 годах читал лекции по абхазскому языку и литературе, в 1943—1959 годах — по общему языкознанию и введению в языкознание; являлся почётным профессором АГУ.
С 1942 года работал в Абхазском научно-исследовательском институте языка и истории (позднее Абхазский институт языка, литературы и истории, ныне Абхазский институт гуманитарных исследований), занимал должности старшего научного сотрудника, заведующего отделом языка и литературы, заместителя директора (1949—1953), директора (1953—1966), заведующего отделом литературы и фольклора, с 1988 года — ведущего научного сотрудника, с 1996 года — главного научного сотрудника.
В 1946 году состоял в «списке контрреволюционно настроенных лиц из числа абхазов, проходивших по агентурным материалам», поскольку «высказывал недовольство по поводу закрытия абхазских школ и введения обучения на грузинском языке».
В 1969 году в Тбилисском государственном университете защитил диссертацию «Фонетико-морфологические и лексические особенности бзыбского диалекта абхазского языка» и получил учёную степень доктора филологических наук. В 1997 году при учреждении Академии наук Абхазии избран её действительным членом.
В 1945—1948 годах являлся председателем Союза писателей Абхазии. С 1939 года — член КПСС. Являлся депутатом Верховного совета Абхазской АССР (1938, 1947, 1951, 1954) и депутатом и заместителем председателя Верховного совета Грузинской ССР (1959—1966).
Умер 23 декабря 2000 года в Сухуме. Похоронен в Пантеоне на Сухумской горе.

## Научная деятельность
Область научных интересов: абхазский язык, в особенности бзыбский диалект, абхазский фольклор, биография и творчество Д. И. Гулиа и других абхазских писателей.
Автор около 200 публикаций, в том числе 12 монографий, а также школьных учебников по абхазскому языку и хрестоматий по абхазской литературе. Книга «Абхазские сказки» выдержала семь изданий и была переведена на четыре языка.
Организатор, руководитель авторских коллективов или ответственный редактор изданий «Русско-абхазский словарь» (1964), «Очерки истории абхазской литературы» (1967), «Грамматика абхазского языка. Фонетика и морфология» (1968), «История абхазской литературы» (1986). Автор статей в «Краткой литературной энциклопедии», издании «Мифы народов мира», «Мифологическом словаре», «Украинской советской энциклопедии» и «Грузинской советской энциклопедии».

## Память
В 1999 году в Абхазском институте гуманитарных исследований прошла конференция, посвященная
85-летию со дня рождения Бгажбы.
В 2014 году выпущена памятная монета Абхазии в 10 апсаров, посвящённая Бгажбе.

## Награды и признание
- Член Союза писателей СССР (1933)[4]
- Заслуженный деятель науки Абхазской АССР (1961)[17]
- Заслуженный деятель науки Грузинской ССР (1979)[4]
- Государственная премия имени Д. И. Гулиа (1986) за книгу «Страницы из летописи дружбы» и литературно-критические работы последних лет[17]
- Действительный член Академии наук Абхазии (1995)[13]
- Орден «Знак Почёта»[18]
- Медаль «За доблестный труд в Великой Отечественной войне 1941—1945 гг.»[17]
- Медаль «В ознаменование 100-летия со дня рождения Владимира Ильича Ленина»[17]
- Медаль «Тридцать лет Победы в Великой Отечественной войне 1941—1945 гг.»[17]
- Медаль «Сорок лет Победы в Великой Отечественной войне 1941—1945 гг.»[17]
- Медаль «Ветеран труда»[17]